# Mariners Harbor (Staten Island)
Mariners Harbor est un quartier de l'arrondissement de Staten Island à New York située au nord de l'île.
Le nom vient de l'activité de pèche, importante au XIXe siècle, qui a été remplacée par la suite en activité portuaire, avec notamment la construction navale et le producteur d'acier Bethlehem Steel, qui occupait une partie importante des installations portuaires.